# Шубарт, Кристиан Фридрих Даниель
Кристиан Фридрих Даниель Шу́барт (нем. Christian Friedrich Daniel Schubart; 24 марта 1739, Оберзонтхайм — 10 октября 1791, Штутгарт) — немецкий поэт, органист, композитор и журналист, писатель
.

## Биография
Кристиан Фридрих Даниель Шубарт родился 24 марта 1739 года в Оберзонтхайме в семье священника. Получив богословское образование, добывал себе хлеб самыми разнообразными занятиями: был домашним учителем, составлял проповеди для духовных лиц, давал уроки музыки, состоял одно время органистом, устраивал литературные вечера, в которых сам принимал участие. Своей беспорядочной, разгульной жизнью и резкими нападками на духовенство и правительство не раз навлекал на себя преследования и был высылаем из пределов разных германских государств. 
В 1777 году был арестован по приказанию герцога Карла Вюртембергского как опасный и неудобный человек, обвиненный в распространении ложных слухов, и без всякого суда был заключён в крепость Гогенасперг, где провел десять лет. Когда тюремный режим был для него несколько смягчен, он подготовил к печати сборник своих стихотворений, вышедший в 1786 году. Благодаря покровительству Фридриха Великого, которому он посвятил восторженную оду, он был наконец выпущен на свободу и провел последние годы жизни придворным поэтом, директором театра и заведующим музыкальной частью в Штутгарте. Был сторонником Великой французской революции.
Издавал газету «Немецкая хроника», журналы «Отечественная хроника Шубарта», «Отечественная хроника», «Хроника».  Его поэтическое творчество относят к направлению «Буря и натиск».
Шубарт впервые применил термин «Музыкальная эстетика» (1784).
На слова Шубарта написана песня Франца Шуберта «Форель».
Кристиан Фридрих Даниель Шубарт умер 10 октября 1791 года в городе Штутгарте. Похоронен на кладбище Хоппенлау.

## Интересные факты
Басня Д. И. Фонвизина «Лисица-Казнодей» представляет собой вольный перевод прозаической басни Шубарта «In Lybien starb 'mal ein Löwe...».